# 馬西莫·沃爾塔

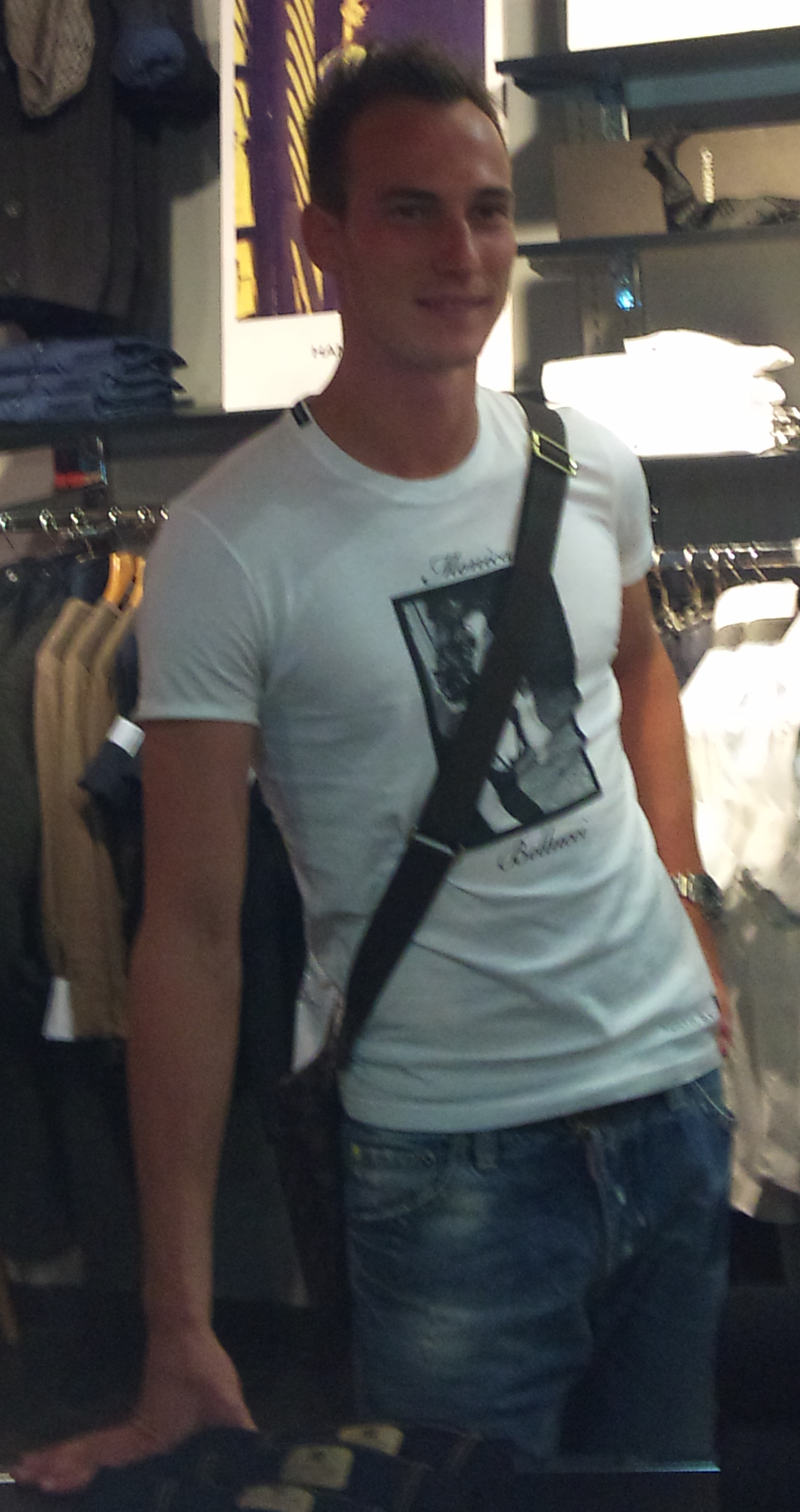
馬西莫·沃爾塔

馬西莫·沃爾塔（義大利語：Massimo Volta；1987年5月14日—）是一位意大利足球運動員，在場上的位置是後衛。他現在效力於意大利足球丙级联赛球隊特里斯蒂納。